# Choqā Şafar
Choqā Şafar (persiska: چقا صفر) är en ort i Iran.   Den ligger i provinsen Kermanshah, i den västra delen av landet, 500 km väster om huvudstaden Teheran. Choqā Şafar ligger 1 370 meter över havet och antalet invånare är 236.
Terrängen runt Choqā Şafar är platt åt nordost, men åt sydväst är den kuperad.Runt Choqā Şafar är det ganska tätbefolkat, med 185 invånare per kvadratkilometer. Närmaste större samhälle är Robāţ-e Māhīdasht, 4,8 km öster om Choqā Şafar. Trakten runt Choqā Şafar består i huvudsak av gräsmarker.